# Liste de films zambiens
Ci-dessous une liste des films produits par le cinéma zambien. Cette liste est nécessairement incomplète.
Pour une liste alphabétique des films zambiens voir Catégorie:Film zambien.

## Liste chronologique
- Killing Heat (1981)
- Africa Dreaming (1997, série télévisée)
- Imiti ikula de Sampa Kangwa et Simon Wilkie (2001, court-métrage documentaire)
- Choka! (2001)
- The Lawyer (2008)